# ユニカ (不動産会社)
株式会社ユニカは、東京都新宿区に本社を置く不動産事業などを手掛ける日本の企業である。

## 概要
1952年（昭和27年）、パチンコ店に景品用菓子や食品類を卸す「磯崎商店」として創業。その後、現法人を1971年（昭和46年）に設立した。
総合不動産事業をはじめ、ユニカビジョンやクロス新宿ビジョンといった屋外広告メディア事業、フィットネスクラブ（フィットネス＆スパ マグレブ、マグレブエスト）、スーパーマーケット（ファーマーズマーケット千歳屋）などの店舗経営など様々な事業を手掛ける。パチンコ店（GOLD ON）は子会社の「株式会社ラパン」が運営する。
不動産事業においては、他社から商業ビルの取得を進めることで、徐々に所有施設の拡大を図っている。

## 主な所有施設
- ユニカビル（通称・新宿ユニカビル）[2][7]
- 高輪エンパイヤビル[1]
- 祖師谷ゴードンビル[1]
- マグレブビル（多摩センター）[7]
- マグレブパーキングビル（多摩センター）[7]
- マグレブEAST（旧・多摩カリヨン館）[8][7]
- マグレブWEST（多摩センター）[7]
- 調布アミックスビル[7]
- 町田アミックスビル・アミックスパーキング[7]
- 町田ジョルナ[9][7]

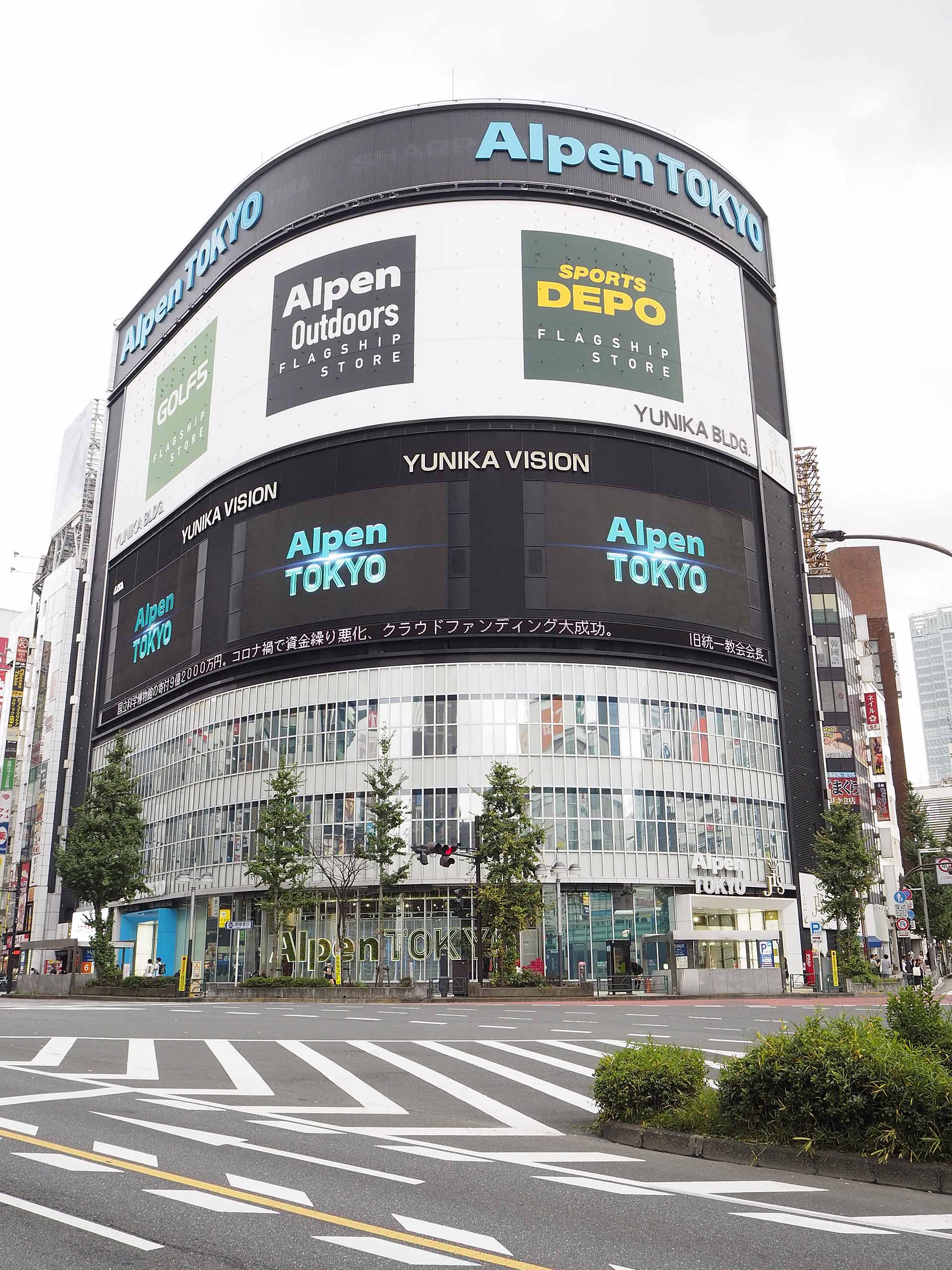
新宿のユニカビル

- 町田センタービル（区分所有[10]、旧・109 MACHIDA、旧・レミィ町田）
- ドン・キホーテ八王子駅前店（旧・長崎屋八王子店）[11]

## グループ店舗
- パチンコ店
  - GOLD ON（ゴードン）[6][1]
- ゲームセンター
  - アミューズメント＆ゲーム マグレブ[12][1]
- カラオケボックス
  - SALA[13][1]
- フィットネスクラブ
  - フィットネス＆スパ マグレブ[4][1]
  - マグレブエスト[4][1]
- スーパーマーケット
  - ファーマーズマーケット千歳屋[5][1]
- カフェ
  - ちとせや Cafe[14][1]

## グループ会社
- 株式会社ラパン[1]
- 株式会社エルタトル[1]
- 株式会社ちとせやカフェ[1]
- 株式会社菊屋[1]
- 株式会社町田センタービル（町田市などと共同出資[10]）